# Fouke

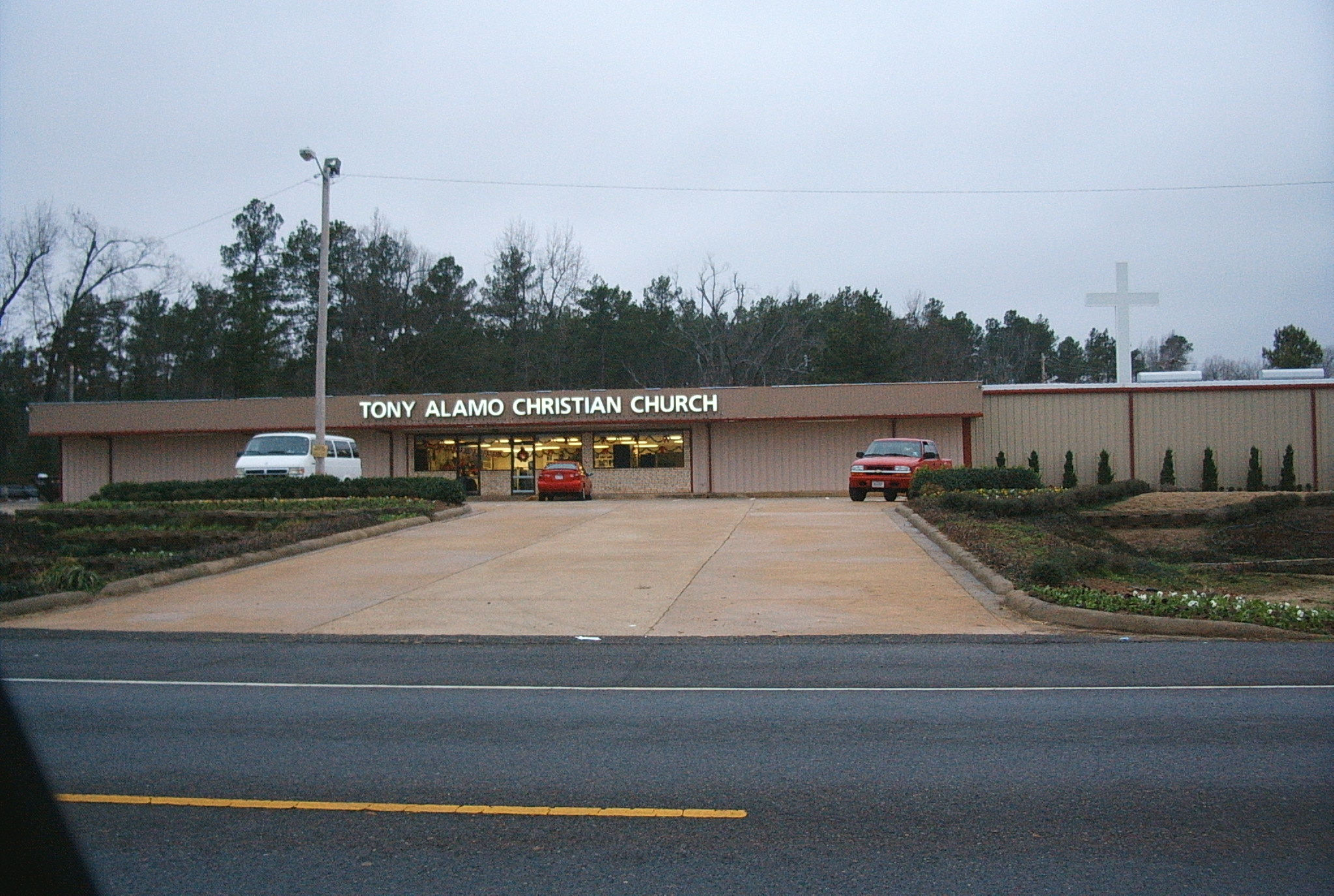
Igreja de Tony Alamo em Fouke

Fouke é uma cidade  localizada no estado americano de Arkansas, no Condado de Miller.

## Demografia
Segundo o censo americano de 2000, a sua população era de 814 habitantes.
Em 2006, foi estimada uma população de 856, um aumento de 42 (5.2%).

## Geografia
De acordo com o United States Census Bureau, a localidade tem uma área de 2,7 km², sem área coberta por água. Fouke localiza-se a aproximadamente 86 m acima do nível do mar.

## Localidades na vizinhança
O diagrama seguinte representa as localidades num raio de 32 km ao redor de Fouke.